# The Yin Yang Master
The Yin Yang Master è un film cinese del 2021 di genere wuxia diretto da regista Li Weiran che vede protagonisti Chen Kun and Zhou Xun. È un adattamento del videogioco Onmyōji  di NetEase game, che a sua volta è tratto dall'omonima serie di romanzi scritti da Baku Yumemakura. Il titolo fa riferimento a una figura storica realmente esistita, Abe no Seimei, un astrologo giapponese che visse nel periodo Heian attorno a cui sono nate numerose leggende.
Filmato nel 2018 e distribuito in Cina il 12 febbraio 2021, in occasione del Capodanno Cinese, The Yin Yang Master è stato acquisito per la distribuzione internazionale da Netflix.

## Trama
La Terra è in procinto di diventare il campo di battaglia di una devastante guerra tra demoni, che minacciano battaglia per il controllo di un potente artefatto magico.
Qing Ming è un mezzo-umano e mezzo-demone che si trova nella scomoda posizione di vivere a cavallo tra i due mondi. Quando il re dei demoni minaccia il suo assalto più devastante, il maestro Yin Yang dovrà fare i conti con la sua natura ibrida e così scongiurare la calamità che si sta per abbattere su tutti loro. Per portare a termine l'impresa, Qin Ming dovrà allearsi anche con la guardia screditata Yuan Boya, con cui aveva stretto un patto in passato.

## Colonna sonora
1. Promise 侍约 – 4:44 – William Chan
2. Where You Belong 归处 – 4:10 – Zhou Shen
3. Cross Together 同渡 – 4:59 – Jin Wenqi
4. An Enemy or Friend 宿敌亲启 – 5:08 – Feng Qinyuan
5. Against the Shore 靠岸 – 4:05 – Zhi Ma Mochi
6. Someone in the Heart 心有所主 – 3:16 – Jill Yan Qier